# Tongch'ang-gun
Tongch'ang-gun (koreanska: 동창군) är en kommun i Nordkorea.   Den ligger i provinsen Norra P'yŏngan, i den västra delen av landet, 140 km norr om huvudstaden Pyongyang.